# ペドロ・パウレタ
ペドロ・パウレタ（Pedro Pauleta, 1973年4月28日 - ） は、ポルトガル・ポンタ・デルガーダ出身の元サッカー選手。元ポルトガル代表。現役時代のポジションはFW。
登録名の「ペドロ・パウレタ」は愛称であり、本名はペドロ・ミゲル・カレイロ・レセンデス（Pedro Miguel Carreiro Resendes）。
プロサッカー選手として18年間プレーしたが、ポルトガルのスーペル・リーガ（1部）では一度もプレーしたことがない。経歴のほとんどをスペインとフランスで過ごし、リーグ・アンでは得点王に3度輝いた。ポルトガル代表としては88試合に出場し47得点を挙げている。FIFAワールドカップとUEFA欧州選手権に2度ずつ出場した。

## クラブ経歴

### 初期の経歴
アゾレス諸島のサンミゲル島にあるポンタ・デルガダに生まれ、諸島内のクラブで育った。その後ポルトガル本土のFCポルトの下部組織に短期間だけ在籍したが、ホームシックにかかってアゾレス諸島に戻っている。1994年にCUミカエレンセと初のプロ契約を結び、1シーズンプレーした。1995年にはリーガ・デ・オンラ（2部）のGDエストリル・プライアに移籍し、30試合で19得点を挙げた。1996年にはスペイン・セグンダ・ディビシオン（2部）のUDサラマンカに移籍し、1996-97シーズンは19得点してプリメーラ・ディビシオン（1部）昇格に貢献した。1997-98シーズンは自身初のトップリーグで15得点を挙げた。1998年夏にはデポルティーボ・ラ・コルーニャに移籍し、2シーズンで92試合に出場して33得点した。1999-2000シーズンにはクラブ初のリーグ優勝を飾った。

### FCジロンダン・ボルドー
2000年9月、フランス・リーグ・アンのFCジロンダン・ボルドーに移籍した。FCナント戦 (5-0) でデビューし、その試合でハットトリックを達成した。2000-01シーズンはチームトップとなる公式戦通算26得点を記録し、20得点を挙げたリーグ戦では得点ランキングの2位となった。2001年11月にはバロンドールの50人のリストにノミネートされたが、リーグ・アンからのノミネートはパウレタだけだった。2001-02シーズンは22得点を挙げてリーグ得点王に輝いた。公式戦通算では35得点を挙げ、2シーズン連続でチーム内得点王となっている。リーグ最優秀選手賞に選ばれ、さらに選手と監督の投票によるOscar of footballにも選ばれた。2001-02シーズンのクープ・ドゥ・ラ・リーグ決勝では2得点を挙げ、クラブ初のリーグカップ優勝に導いた。これらの活躍から、マンチェスター・シティFCのケヴィン・キーガン監督が獲得に興味を示したが、FCジロンダン・ボルドーのジャン＝ルイ・トリオー会長は初めは移籍話に興味がないとし、次に適正な金額のオファーが来た場合のみパウレタを売る可能性があるとした。2002-03シーズンはリーグ戦で23得点、公式戦通算で30得点を挙げ、リーグのベストイレブンと最優秀選手賞に選ばれた。FCジロンダン・ボルドーでは3シーズンでリーグ戦98試合に出場して65得点を挙げ、公式戦通算では130試合に出場して91得点を挙げた。これはクラブ歴代3位の得点数となった。

### パリ・サンジェルマンFC

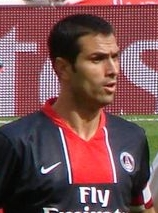
PSG時代（2007年）

2003年夏、パリ・サンジェルマンFCと3年契約を交わした。移籍金は1200万ユーロ。2003-04シーズンのクープ・ドゥ・フランスでは決勝のLBシャトールー戦で両チーム唯一の得点を挙げ、クラブにとって6年ぶりのタイトル獲得に貢献した。リーグ戦では37試合に出場して18得点を挙げ、3連覇のオリンピック・リヨンに次ぐ2位でUEFAチャンピオンズリーグ出場権を獲得した。2006年4月2日、古巣FCジロンダン・ボルドー戦 (3-1) で移籍後初のハットトリックを達成した。2005-06シーズンには自身2度目、移籍してから初の得点王となり、2006年にはリーグ5連覇中のオリンピック・リヨンからの関心が報じられたが、パウレタはパリ・サンジェルマンFCに残留し、2005-06シーズンのクープ・ドゥ・フランスで2シーズンぶりの優勝を飾った。パリ・サンジェルマンFC移籍後99得点目はボレーシュートで決め、100点目はヘディングシュートで決めた。2006-07シーズンには3度目の得点王のタイトルを獲得した。2007-08シーズンはリーグ・ドゥ（2部）降格の危機に直面したが、最終節でRCランスを上回って16位でリーグ・アン残留を決めた。
2008年夏に35歳で現役引退を表明したが、結局ポルトガルのスーペル・リーガでのプレー経験は全くなかった。引退後もパリ・サンジェルマンFCに残ってスカウトとなった。2009年5月後半、パルク・デ・プランスで行われた引退記念試合に臨み、彼の友人たちで構成されたチームと、パリ・サンジェルマンFCの現役選手・かつて所属した選手で構成されたチームの両方で前後半をプレーした。試合終盤には13歳の息子と交代し、代わって入った息子が2得点を挙げた。

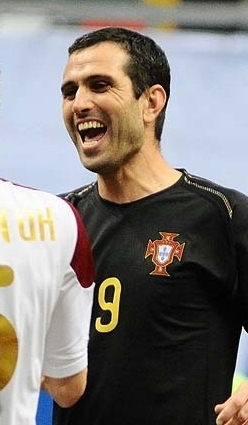
引退後はPSGのスタッフに（2011年）

2010年、出身地のアゾレス諸島にあるアマチュアクラブ、GDサン・ロケ (Grupo Desportivo São Roque) に加入してプレーし、2011年6月に改めて現役引退を発表した。そしてパリ・サンジェルマンFCにて、スタッフの仕事を継続している。

## 代表経歴
1991年にFIFAワールドユース選手権を制したポルトガルのゴールデン・ジェネレーション（1972年生のルイス・フィーゴやルイ・コスタら）と同年代であるが、世代別ポルトガル代表に招集された経験はない。1997年8月、アルメニア戦でポルトガル代表デビューした。自国のトップリーグ経験なしにポルトガル代表デビューしたのはパウレタが初めてであった。アルメニア戦の18ヶ月後のオランダ戦では初めて先発出場し、1999年3月26日、EURO2000予選のアゼルバイジャン戦 (7-0) で代表初得点を含む2得点を挙げたが、2000年のEURO2000本大会では控え選手扱いであった。

### 2002 FIFAワールドカップ
2002 FIFAワールドカップ・ヨーロッパ予選では8得点を挙げてエースストライカーとしてスタメンに定着しているが、特にグループ首位を争ったオランダ戦ではホーム・アウェーともに得点を挙げた。日本と韓国で共催された2002 FIFAワールドカップ本大会では優勝候補の一角として臨んだポルトガルの攻撃陣を牽引し、グループリーグ2戦目のポーランド戦 (4-0) ではハットトリックを記録した。しかしグループリーグ初戦のアメリカ戦 (2-3) 、グループリーグ最終戦の韓国戦 (0-1) では得点できず、1勝2敗のグループ3位でグループリーグ敗退に終わった。

### UEFA EURO 2004
2002年夏から2004年夏にかけての国際親善試合では得点を量産し、特に2002年11月20日のスコットランド戦では1試合2得点、2003年11月19日のクウェート戦では1試合4得点を記録したが、EURO2004予選では無得点であった。地元開催のEURO2004本大会では決勝に進出したが、全6試合に出場して無得点と沈黙し、チームも決勝でギリシャに敗れて準優勝に終わった。

### 2006 FIFAワールドカップ
2005年10月12日、ポルトで行われた2006 FIFAワールドカップ・ヨーロッパ予選のラトビア戦 (3-0) では代表通算41得点目と42得点目を決め、当時エウゼビオが保持していたポルトガル代表の歴代通算得点記録（41得点）を上回った。2006 FIFAワールドカップ・ヨーロッパ予選では、グループ最下位（7位）のルクセンブルクから計4得点、グループ6位のリヒテンシュタインから計2得点、グループ5位のラトビアから計3得点と、FIFAランク下位の国から固め取りし、ヨーロッパ予選の得点王となる11得点を挙げた。2006 FIFAワールドカップ本大会前に行われたカーボベルデとの親善試合 (4-1) ではハットトリックを達成し、調子の良さを示した。
本大会グループリーグ初戦のアンゴラ戦 (1-0) では決勝点を決めたが、2戦目のイラン戦 (2-0) と3戦目のメキシコ戦 (2-1) では得点できなかった。決勝トーナメント1回戦のオランダ戦 (1-0) 、準々決勝のイングランド戦（0-0、PK戦の末に勝利）、準決勝のフランス戦 (0-1) 、3位決定戦のドイツ戦 (1-3) でも無得点に終わった。3位決定戦後、フィーゴとともに代表引退を発表した。

## 人物
両腕を翼のように広げるゴールパフォーマンスを行うことから、アソリスの鳥人(The Birdman of the Açores)というニックネームを持つ。
2005年11月、FIFAが行っているSOS子供の村の親善大使にポルトガル人として初めて就任した。

## 個人成績
| クラブ         | リーグ             | シーズン | 国内リーグ | 国内リーグ | 国内カップ | 国内カップ | 国内リーグカップ | 国内リーグカップ | 欧州カップ | 欧州カップ | 通算 | 通算 |
| クラブ         | リーグ             | シーズン | 出場       | 得点       | 出場       | 得点       | 出場             | 得点             | 出場       | 得点       | 出場 | 得点 |
| -------------- | ------------------ | -------- | ---------- | ---------- | ---------- | ---------- | ---------------- | ---------------- | ---------- | ---------- | ---- | ---- |
| エストリル     | リーガ・デ・オンラ | 1995-96  | 30         | 19         |            |            | -                | -                | -          | -          |      |      |
| エストリル     | リーガ・デ・オンラ | 通算     | 30         | 19         |            |            | -                | -                | -          | -          |      |      |
| サラマンカ     | セグンダ           | 1996-97  | 37         | 19         |            |            | -                | -                | -          | -          |      |      |
| サラマンカ     | プリメーラ         | 1997-98  | 34         | 15         |            |            | -                | -                | -          | -          |      |      |
| サラマンカ     | プリメーラ         | 通算     | 64         | 34         |            |            | -                | -                | -          | -          |      |      |
| デポルティーボ | プリメーラ         | 1998-99  | 28         | 10         | 3          | 1          | -                | -                | -          | -          | 31   | 11   |
| デポルティーボ | プリメーラ         | 1999-00  | 30         | 8          | 3          | 0          | -                | -                | 5          | 3          | 38   | 11   |
| デポルティーボ | プリメーラ         | 通算     | 58         | 18         | 6          | 1          | -                | -                | 5          | 3          | 69   | 22   |
| ボルドー       | リーグ・アン       | 2000-01  | 28         | 20         | 1          | 3          | 1                | 0                | 7          | 3          | 37   | 26   |
| ボルドー       | リーグ・アン       | 2001-02  | 33         | 22         | 2          | 4          | 4                | 4                | 6          | 5          | 45   | 35   |
| ボルドー       | リーグ・アン       | 2002-03  | 37         | 23         | 5          | 5          | 2                | 1                | 4          | 1          | 48   | 30   |
| ボルドー       | リーグ・アン       | 通算     | 98         | 65         | 8          | 12         | 7                | 5                | 17         | 9          | 130  | 91   |
| パリSG         | リーグ・アン       | 2003-04  | 37         | 18         | 6          | 5          | 0                | 0                | -          | -          | 43   | 23   |
| パリSG         | リーグ・アン       | 2004-05  | 35         | 14         | 3          | 4          | 0                | 0                | 6          | 1          | 45   | 19   |
| パリSG         | リーグ・アン       | 2005-06  | 36         | 21         | 6          | 5          | 2                | 2                | -          | -          | 44   | 28   |
| パリSG         | リーグ・アン       | 2006-07  | 33         | 15         | 3          | 1          | 1                | 2                | 9          | 6          | 46   | 24   |
| パリSG         | リーグ・アン       | 2007-08  | 27         | 8          | 2          | 1          | 5                | 6                | -          | -          | 34   | 15   |
| パリSG         | リーグ・アン       | 通算     | 168        | 76         | 20         | 16         | 9                | 10               | 15         | 7          | 212  | 109  |
| 通算           | 通算               | 通算     | 418        | 212        |            |            | 16               | 15               | 37         | 19         | 411  | 222  |

## 代表歴
パウレタはアソーレス諸島出身者初のポルトガル代表選手である。

### 出場大会
- ポルトガル代表
  - 2002 FIFAワールドカップ
  - 2006 FIFAワールドカップ

### 試合数
- 国際Aマッチ 88試合 47得点（1997年-2006年）[24]

| 代表       | 年   | 親善試合 | 親善試合 | 国際大会 | 国際大会 | 通算 | 通算 | 得点率 |
| 代表       | 年   | 出場     | 得点     | 出場     | 得点     | 出場 | 得点 | 得点率 |
| ---------- | ---- | -------- | -------- | -------- | -------- | ---- | ---- | ------ |
| ポルトガル | 1997 | 0        | 0        | 3        | 0        | 3    | 0    | 0      |
| ポルトガル | 1998 | 1        | 0        | 0        | 0        | 1    | 0    | 0      |
| ポルトガル | 1999 | 2        | 1        | 5        | 2        | 7    | 3    | 0.429  |
| ポルトガル | 2000 | 5        | 1        | 4        | 1        | 9    | 2    | 0.222  |
| ポルトガル | 2001 | 3        | 0        | 7        | 7        | 10   | 7    | 0.7    |
| ポルトガル | 2002 | 8        | 4        | 3        | 3        | 11   | 7    | 0.636  |
| ポルトガル | 2003 | 12       | 8        | 0        | 0        | 12   | 8    | 0.667  |
| ポルトガル | 2004 | 4        | 3        | 10       | 6        | 14   | 9    | 0.643  |
| ポルトガル | 2005 | 5        | 2        | 7        | 5        | 12   | 7    | 0.583  |
| ポルトガル | 2006 | 3        | 3        | 6        | 1        | 9    | 4    | 0.444  |
| ポルトガル | 通算 | 43       | 22       | 45       | 25       | 88   | 47   | 0.534  |

### 得点
| #   | 日時           | 場所                   | 相手               | スコア | 結果 | 大会                                    |
| --- | -------------- | ---------------------- | ------------------ | ------ | ---- | --------------------------------------- |
| 1.  | 1999年3月26日  | ギマランイス           | アゼルバイジャン   | 6-0    | 7-0  | UEFA EURO 2000予選                      |
| 2.  | 1999年3月26日  | ギマランイス           | アゼルバイジャン   | 7-0    | 7-0  | UEFA EURO 2000予選                      |
| 3.  | 1999年8月18日  | リスボン               | アンドラ           | 4-0    | 4-0  | 親善試合                                |
| 4.  | 2000年8月16日  | ヴィゼウ               | リトアニア         | 5-1    | 5-1  | 親善試合                                |
| 5.  | 2000年10月11日 | ロッテルダム           | オランダ           | 0-2    | 0-2  | 2002 FIFAワールドカップ・ヨーロッパ予選 |
| 6.  | 2001年1月28日  | フンシャル             | アンドラ           | 2-0    | 3-0  | 2002 FIFAワールドカップ・ヨーロッパ予選 |
| 7.  | 2001年3月28日  | ポルト                 | オランダ           | 1-2    | 2-2  | 2002 FIFAワールドカップ・ヨーロッパ予選 |
| 8.  | 2001年6月6日   | リスボン               | キプロス           | 1-0    | 6-0  | 2002 FIFAワールドカップ・ヨーロッパ予選 |
| 9.  | 2001年6月6日   | リスボン               | キプロス           | 4-0    | 6-0  | 2002 FIFAワールドカップ・ヨーロッパ予選 |
| 10. | 2001年9月1日   | リェイダ               | アンドラ           | 0-2    | 1-7  | 2002 FIFAワールドカップ・ヨーロッパ予選 |
| 11. | 2001年9月5日   | ラルナカ               | キプロス           | 1-2    | 1-3  | 2002 FIFAワールドカップ・ヨーロッパ予選 |
| 12. | 2001年10月6日  | リスボン               | エストニア         | 3-0    | 5-0  | 2002 FIFAワールドカップ・ヨーロッパ予選 |
| 13. | 2002年5月25日  | マカオ, タイパ島       | 中華人民共和国     | 0-2    | 0-2  | 親善試合                                |
| 14. | 2002年6月10日  | 全州                   | ポーランド         | 1-0    | 4-0  | 2002 FIFAワールドカップ                 |
| 15. | 2002年6月10日  | 全州                   | ポーランド         | 2-0    | 4-0  | 2002 FIFAワールドカップ                 |
| 16. | 2002年6月10日  | 全州                   | ポーランド         | 3-0    | 4-0  | 2002 FIFAワールドカップ                 |
| 17. | 2002年10月12日 | リスボン               | チュニジア         | 1-0    | 1-1  | 親善試合                                |
| 18. | 2002年11月20日 | ブラガ                 | スコットランド     | 1-0    | 2-0  | 親善試合                                |
| 19. | 2002年11月20日 | ブラガ                 | スコットランド     | 2-0    | 2-0  | 親善試合                                |
| 20. | 2003年3月29日  | ポルト                 | ブラジル           | 1-0    | 2-1  | 親善試合                                |
| 21. | 2003年9月10日  | オスロ                 | ノルウェー         | 0-1    | 0-1  | 親善試合                                |
| 22. | 2003年10月11日 | リスボン               | アルバニア         | 4-2    | 5-3  | 親善試合                                |
| 23. | 2003年11月15日 | アヴェイロ             | ギリシャ           | 1-1    | 1-1  | 親善試合                                |
| 24. | 2003年11月19日 | レイリア               | クウェート         | 1-0    | 8-0  | 親善試合                                |
| 25. | 2003年11月19日 | レイリア               | クウェート         | 2-0    | 8-0  | 親善試合                                |
| 26. | 2003年11月19日 | レイリア               | クウェート         | 4-0    | 8-0  | 親善試合                                |
| 27. | 2003年11月19日 | レイリア               | クウェート         | 5-0    | 8-0  | 親善試合                                |
| 28. | 2004年2月18日  | ファロ                 | イングランド       | 1-1    | 1-1  | 親善試合                                |
| 29. | 2004年4月28日  | コインブラ             | スウェーデン       | 1-1    | 2-2  | 親善試合                                |
| 30. | 2004年6月5日   | セトゥーバル           | リトアニア         | 2-0    | 4-1  | 親善試合                                |
| 31. | 2004年9月4日   | リガ                   | ラトビア           | 0-2    | 0-2  | 2006 FIFAワールドカップ・ヨーロッパ予選 |
| 32. | 2004年9月8日   | レイリア               | エストニア         | 3-0    | 4-0  | 2006 FIFAワールドカップ・ヨーロッパ予選 |
| 33. | 2004年10月9日  | ファドゥーツ           | リヒテンシュタイン | 0-1    | 2-2  | 2006 FIFAワールドカップ・ヨーロッパ予選 |
| 34. | 2004年10月13日 | リスボン               | ロシア             | 1-0    | 7-1  | 2006 FIFAワールドカップ・ヨーロッパ予選 |
| 35. | 2004年11月17日 | ルクセンブルク・シティ | ルクセンブルク     | 0-4    | 0-5  | 2006 FIFAワールドカップ・ヨーロッパ予選 |
| 36. | 2004年11月17日 | ルクセンブルク・シティ | ルクセンブルク     | 0-5    | 0-5  | 2006 FIFAワールドカップ・ヨーロッパ予選 |
| 37. | 2005年3月26日  | バルセロス             | カナダ             | 2-0    | 4-1  | 親善試合                                |
| 38. | 2005年9月3日   | ファロ                 | ルクセンブルク     | 3-0    | 6-0  | 2006 FIFAワールドカップ・ヨーロッパ予選 |
| 39. | 2005年9月3日   | ファロ                 | ルクセンブルク     | 4-0    | 6-0  | 2006 FIFAワールドカップ・ヨーロッパ予選 |
| 40. | 2005年10月8日  | アヴェイロ             | リヒテンシュタイン | 1-1    | 2-1  | 2006 FIFAワールドカップ・ヨーロッパ予選 |
| 41. | 2005年10月12日 | ポルト                 | ラトビア           | 1-0    | 3-0  | 2006 FIFAワールドカップ・ヨーロッパ予選 |
| 42. | 2005年10月12日 | ポルト                 | ラトビア           | 2-0    | 3-0  | 2006 FIFAワールドカップ・ヨーロッパ予選 |
| 43. | 2005年11月12日 | コインブラ             | クロアチア         | 2-0    | 2-0  | 親善試合                                |
| 44. | 2006年5月27日  | エヴォラ               | カーボベルデ       | 1-0    | 4-1  | 親善試合                                |
| 45. | 2006年5月27日  | エヴォラ               | カーボベルデ       | 2-1    | 4-1  | 親善試合                                |
| 46. | 2006年5月27日  | エヴォラ               | カーボベルデ       | 4-1    | 4-1  | 親善試合                                |
| 47. | 2006年6月11日  | ケルン                 | アンゴラ           | 1-0    | 1-0  | 2006 FIFAワールドカップ                 |

## タイトル

### クラブ
デポルティーボ・ラ・コルーニャ
- プリメーラ・ディビシオン : 1999-2000

FCジロンダン・ボルドー
- クープ・ドゥ・ラ・リーグ : 2001-02

パリ・サンジェルマンFC
- クープ・ドゥ・フランス : 2003-04, 2005-06
- クープ・ドゥ・ラ・リーグ : 2007-08

### 個人
- リーガ・デ・オンラ 得点王 : 1995-96
- セグンダ・ディビシオン 得点王 : 1996-97
- リーグ・アン 得点王 : 2001-02, 2005-06, 2006-07
- リーグ・アン 最優秀選手賞 : 2001-02, 2002-03
- リーグ・アン ベストイレブン : 2002-03, 2005-06

### 勲章
- Medal of Merit, Order of the Immaculate Conception of Vila Viçosa (House of Braganza)[25]